# Antwerp Giants
O Antwerp Giants, chamado também de Telenet Giants Antwerp por motivos de patrocinadores, é um clube profissional de basquetebol sediado na cidade de Antuérpia, Bélgica que atualmente disputa a Liga Belga. Foi fundado em 2005 e manda seus jogos na Lotto Arena que possui capacidade de 5218 espectadores.

## Histórico de temporadas
| Temporada | Nível | Liga                | Pos. | TR    | PL    | Res   | Copa | SC | Inter.                     |
| --------- | ----- | ------------------- | ---- | ----- | ----- | ----- | ---- | -- | -------------------------- |
| 2012-13   | 1     | Ethias League       | 5    | 17-11 | 0-2   | QF    | OF   | -  | 3 Eurochallenge (3º Gr. H) |
| 2013-14   | 1     | Ethias League       | 6    | 19-17 | 2-4   | SF    | FN   | FN | 3 Eurochallenge (3º Gr. I) |
| 2014-15   | 1     | Scoore League       | 6    | 15-15 | 1-2   | QF    | SF   | -  | 3 Eurochallenge (3º Gr. L) |
| 2015-16   | 1     | Scoore League       | 5    | 14-14 | 0-2   | QF    | FN   | C  | 3 Copa Europeia QF         |
| 2016-17   | 1     | Euromillions League | 3    | 23-17 | 3-3   | SF    | QF   | -  | 4 Copa Europeia (2º Gr. L) |
| 2017-18   | 1     | Euromillions League | 2    | 27-9  | 4-3   | FN    | QF   | -  | 4 Copa Europeia (3º Gr. A) |
| 2018-19   | 1     | Euromillions League | 1    | 30-6  | 5-3   | FN    | C    | -  | 3 Liga dos campeões 3º     |
| 2019-20   | 1     | Euromillions League | 3    | 11-6  | [ 3 ] | [ 3 ] | C    | -  | 3 Liga dos Campeões TR     |
| 2020-21   | 1     | Euromillions League | 3    | 17-9  | 3-2   | SF    | QF   | -  | 2 EuroCopa TR              |

## Títulos
- 1x  Ligas belgas: 2000
- 2x  Copas da Bélgica:  2000, 2007

## Denominações
Em razão de patrocinadores o clube variou de denominação:
- 1996–1999: Racing Basket Antwerpen
- 1999–2004: Racing Basket Antwerpen Telindus
- 2005–2006: Racing Basket Antwerpen Daewoo
- 2006–2008: Antwerp Giants Sanex
- 2008–2011: Antwerp Diamond Giants
- 2011–presente: Port of Antwerp Giants

## Camisas Aposentadas
|   | Roel Moors |
|   |            |
| 4 |            |
|   |            |